# Lieber wütend als traurig
In dem vor allem für Jugendliche geschriebenen Sachbuch Lieber wütend als traurig. Die Lebensgeschichte der Ulrike Marie Meinhof von 2003 beschreibt der Autor Alois Prinz das Leben von Ulrike Meinhof, die als Journalistin in Westdeutschland bekannt wurde, später als Mitglied der terroristischen Baader-Meinhof-Gruppe die Rote Armee Fraktion gründete und 1976 im Gefängnis starb.

## Handlung
Meinhof, die von Renate Riemeck, einer Freundin ihrer Mutter aufgezogen wurde und ein zutiefst christliches Lebensbild hatte, wuchs zu einer ernsthaften, aber auch beliebten jungen Frau heran, die sich schnell begeistern ließ und der Ansicht war, man dürfe den Menschen nicht aufs Jenseits vertrösten, sondern müsse sein Leben jetzt verbessern.
Als Journalistin klagte sie soziale Ungerechtigkeiten an und schrieb gegen die Politik Adenauers, dessen Annäherung an den Westen sie ebenso ablehnte wie das atomare Wettrüsten. Sie schrieb für die linksradikale Zeitschrift konkret, dessen Chefredakteur Klaus Rainer Röhl gleichwohl den Genüssen des Lebens nicht abgeneigt war und der Nacktfotos abdruckte, um die Auflage zu steigern, nachdem die Staatssicherheit der DDR
die finanzielle Unterstützung einstellte.
Noch 1962, nach der Spiegel-Affäre und während des Vietnamkrieges stand Meinhof auf dem Standpunkt: „Schießenderweise verändert man nicht die Welt, man zerstört sie.“
Mit ihren aufklärerischen Artikeln und Reportagen versuchte sie immer wieder, eine Gesellschaft zu verändern, die dem Krieg und sozialen Ungerechtigkeiten vielfach gleichgültig gegenüberstand und für die die Journalistin als Alibi fungierte, um ihr Gewissen zu beruhigen.
Nach ihrer Scheidung von Röhl und dem Umzug nach Berlin zusammen mit den Zwillingen Regine und Bettina, schloss sich die Journalistin der APO an, die im Angesicht der Großen Koalition eine echte Opposition bilden wollte. Der Tod des Studenten Benno Ohnesorg im Juni 1967 und den Anschlag auf den Studentenführer Rudi Dutschke führten zu einer Radikalisierung der Bewegung.
Meinhof, die bei den Protesten gegen das Verlagshaus des Axel Springer Verlages, den die Studenten für den Anschlag auf Dutschke verantwortlich machten, als „Zupflegerin“ die Steine nach vorne zu jenen reichte, die sie warfen, schrieb einen Tag später: „Wirft man einen, so ist das eine strafbare Handlung. Werden tausend Steine geworfen, ist das eine politische Aktion. Zündet man ein Auto an, ist das eine strafbare Handlung, werden hunderte angezündet, ist das eine politische Aktion.“ Für sie hatte das splitternde Glas einen „Befreiungsklang“.
Im Juni 1968 wurden die Notstandsgesetze verabschiedet. Ihre journalistische Tätigkeit erschien Meinhof als falsches Mittel, sie forderte, „zum Kampf“ überzugehen, „gegen gesellschaftliche Mächte“, für die „Demokratisierung von Staat und Gesellschaft“.
Als sie über einen Prozess gegen mutmaßliche Kaufhausbrandstifter berichten sollte, lernte sie die Verdächtigen Andreas Baader und Gudrun Ensslin kennen. Hierin sah Meinhof zwar keine revolutionäre Tat, Fritz Teufel hätte aber recht, wenn er sage, es sei besser, ein Warenhaus anzuzünden, als zu betreiben.
Als Baader und Ensslin nach der Verurteilung untertauchten, nahm Meinhof sie nach ihrer Rückkehr nach Deutschland auf. Später wurde Baader dennoch gefasst. Meinhof beteiligte sich an seiner Befreiung und befand sich ab dem 14. Mai 1970 auf der Fahndungsliste der Polizei.
Baader, Ensslin, Meinhof und andere, darunter Horst Mahler, flogen nach Jordanien in ein Terroristenausbildungslager der Fatah. Meinhof, die ihre Kinder in ein Barackenlager nach Sizilien hatte bringen lassen, plante, sie als palästinensische Waisenkinder in einem Flüchtlingslager aufwachsen zu lassen. Der Journalist Stefan Aust verhinderte dies. Das Waisenlager der Fatah, in das die Zwillinge hätten kommen sollen, wurde später bei einem Bombenanschlag völlig zerstört.
Die Flüchtigen beschlossen die Gründung einer Untergrundorganisation, die einen Guerillakrieg gegen den Imperialismus führen sollte. Hierfür überfielen sie Banken und zündeten im Mai 1972 mehrere Bomben.
Im Juni wurden Meinhof, Baader und Ensslin verhaftet. Im Mai 1975 begann in Stuttgart-Stammheim der Prozess gegen die „Baader-Meinhof-Bande“. Zahlreiche Hungerstreiks, gegenseitiger Psychoterror und zahlreiche fehlgeschlagene Versuche der Rote-Armee-Fraktion zur Freilassung der Gefangenen – darunter die Geiselnahme und Ermordung Hanns Martin Schleyers sowie die Entführung der Landshut durch palästinensische Terroristen – prägten die Folgezeit.
Am 9. Mai 1976 wurde Ulrike Meinhof erdrosselt in ihrer Zelle aufgefunden. An dem offiziellen Ergebnis der Obduktion „Selbstmord“ gab es immer wieder Zweifel.

## Beschreibung
Eingerahmt durch eine kurze Beschreibung des Autors, wie er den Zugang zu der umstrittenen Person gesucht hat, ohne ihn zu finden, versucht der Autor die Frage zu klären, wie es kam, dass eine Frau, die vieles hatte, um das sie beneidet wurde: eine Karriere, einen Mann, zwei Töchter und eine Villa in Blankenese, diesen Weg wählte. Er schlägt dabei den Bogen von ihrer Kindheit, der Ausbildung, ihrer beruflichen Tätigkeit bis zur Begegnung mit Baader und Ensslin und dem Schritt in die Illegalität. Dabei versucht er stets, der komplexen Person gerecht zu werden und zeichnet ein Bild von dem Nachkriegsdeutschland, das diesen Lebensweg möglich machte.
Dabei findet er stets einprägsame Bilder, um die gesellschaftlichen Entwicklungen aufzuzeigen. So bezieht er sich auf die Lebensläufe der Schriftsteller Hermann Lenz und Ricarda Huch, um das Leben im Dritten Reich zu beschreiben.

## Auszeichnungen
- Deutscher Jugendliteraturpreis als Bestes Sachbuch: 2004
- Jury der jungen Leser: Jugendbuchpreis 2004
- Die besten 7 Bücher (Focus/Deutschlandradio) Mai 2003
- LUCHS des Monats März 2003

## Kritiken
- Die Welt: „...erzählt er alles, was wichtig ist, darunter vieles, was man noch nicht gehört hat.“
- Die Zeit: „Alois Prinz hat sich an die Arbeit gemacht, er hat alles zusammengetragen, was es über ‚die Meinhof' zu wissen gibt...Und was man nicht für möglich gehalten hätte, das hat er wirklich geleistet: Wenn man das Buch zuklappt, verfügt man über neue Einsichten...“
- General-Anzeiger: „Dieses ungemein fesselnde Buch ist gleichzeitig eine spannende Geschichte der BRD der 60er und 70er Jahre, in der nicht nur Politiker, sondern auch Kulturzeugen, Maler, Musiker und Literaten lebendig werden. Alois Prinz trägt Stück für Stück Mosaiksteine zusammen, ausgewogen und sachlich. Er vereinfacht ohne zu versimpeln und zeigt den Weg eines Menschen, der sich im Stricknetz der Ideologie verfängt und schließlich darin umkommt.“
- Neue Zürcher Zeitung: „Alois Prinz' Buch über Meinhof rüttelt behutsam, aber bestimmt an festgefahrenen Feindbildern.“
- Südkurier Konstanz: „Für jüngere Leser, die sich für die RAF interessieren, ein guter, da leicht verständlicher Einstieg in das Thema.“
- Sender Freies Berlin: Ulrike Meinhof. Versuch einer Annäherung. Feature von Regina Leßner, Regie: Wolfgang Bauernfeind. Prod.: SFB-ORB/NDR, 2001. (Hörbuch, ISBN 3-89813-269-2) Kritik: Hans-Jürgen Krug, - Printversion aus: CUT 6/2001

## Altersempfehlung
Das Goethe-Institut empfiehlt das Buch für Jugendliche ab 14 Jahre.